# Nowoje Bajsarowo
Nowoje Bajsarowo (ros. Новое Байсарово) – wieś (dieriewnia) w Rosji, w Tatarstanie, w rejonie aktanyskim. W 2010 liczyła 132 mieszkańców.